# Cécile Didier
Carmen Andrée Deschamps dite Cécile Didier, née  à Château-du-Loir le 19 janvier 1888 et morte à Montoire-sur-le-Loir le 20 juillet 1975, est une actrice française, active notamment dans le domaine du doublage.

## Théâtre
- 1907 : La Française d'Eugène Brieux, Théâtre de l'Odéon
- 1911 : L'Armée dans la ville de Jules Romains, mise en scène André Antoine, Théâtre de l'Odéon
- 1924 : L'Âge de raison de Paul Vialar, Théâtre Édouard VII
- 1942 : Les Dieux de la nuit de Charles de Peyret-Chappuis, mise en scène Camille Corney, Théâtre Hébertot
- 1953 : La Rose des vents de Claude Spaak, mise en scène Jean-Marie Serreau, Théâtre de Babylone

## Filmographie
- 1909 : Mireille d'Henri Cain, d'après Frédéric Mistral
- 1910 : L'Évadé des Tuileries (ou Une Journée de la Révolution) d'Albert Capellani
- 1911 : Le cœur pardonne (ou L'Amour qui aime) de Georges Monca
- 1911 : Une heure d'oubli (La Pigeonne) de Georges Denola
- 1911 : Le Cœur et les Yeux d'Émile Chautard
- 1911 : La Mégère apprivoisée d'Henri Desfontaines
- 1912 : La Camargo d'Henri Pouctal
- 1927 : La Pardonnée de Jean Cassagne
- 1928 : La Petite Sœur des pauvres de Georges Pallu
- 1933 : Son autre amour / Dédé, son père de Constant Rémy et Alfred Machard
- 1937 : La Tragédie impériale / Raspoutine de Marcel L'Herbier
- 1940 : Espoirs de Willy Rozier
- 1943 : Port d'attache de Jean Choux
- 1943 : Le Secret de madame Clapain d'André Berthomieu
- 1945 : Les Clandestins / Danger de mort d'André Chotin
- 1946 : Gringalet d'André Berthomieu
- 1946 : Le silence est d'or de René Clair
- 1949 : Retour à la vie de Jean Dréville, pour le sketch : Le retour de Louis
- 1950 : Casimir de Richard Pottier
- 1950 : Les Joyeux Pèlerins d'Alfred Pasquali
- 1950 : Justice est faite d'André Cayatte
- 1951 : La nuit est mon royaume de Georges Lacombe
- 1952 : Lettre ouverte d'Alex Joffé
- 1952 : La Pocharde de Georges Combret
- 1953 : Leur dernière nuit de Georges Lacombe
- 1953 : Raspoutine de Georges Combret
- 1955 : Le Dossier noir d'André Cayatte

## Doublage

### Films
- Gladys Cooper dans :
  - Honni soit qui mal y pense (1947) : Mme Hamilton
  - Les Fils des Mousquetaires (1952) : Anne d'Autriche

- Amy Veness dans : 
  - Oliver Twist (1948) : Mme Bedwin
  - Capitaine sans peur (1951) : Mme McPhee

- Nana Bryant dans :
  - Harvey (1950) : Hazel Chumley
  - Fort Invincible (1951) : Mme Drumm

- 1939 : Autant en emporte le vent : Mme Caroline Meade (Leona Roberts) - - sortie en France le 29 décembre 1950
- 1942 : Vainqueur du destin : Christina "Mom" Gehrig (Elsa Janssen) - sortie en France le 27 avril 1949
- 1943 : Fidèle Lassie : Dally, une femme âgée qui recueille Lassie (May Whitty) - sortie en France le 27 janvier 1950
- 1943 : Jane Eyre : Jane Eyre enfant (Peggy Ann Garner) - sortie en France le 11 septembre 1946
- 1944 : Hantise : Elizabeth (Barbara Everest) - sortie en France le 1er janvier 1947
- 1947 : Le Crime de Madame Lexton : Mme Gretorex (Lucile Watson)
- 1947 : Meurtre en musique : Bertha {Berthe en VF} (Connie Gilchrist)
- 1947 : Le Procès Paradine : Lady Sophie Horfield (Ethel Barrymore)
- 1948 : La Cité sans voiles : Mme Edgar Hylton (Enid Markey)
- 1949 : La Fille du désert : tante Georgina (Hallene Hill)
- 1949 : Christophe Colomb : la reine Isabelle (Florence Eldridge)
- 1949 : Pris au piège : Miss Murray (Ann Morrison)
- 1950 : L'Épervier du Nil : Selma, la mère de Rachid (Virginia Balistrieri)
- 1950 : Pour l'amour du ciel : la tante de Bacchi (Bella Starace Sainata)
- 1950 : C'étaient des hommes : l'infirmière Robbins (Virginia Farmer)
- 1951 : La Mère du marié : La concierge (Mary Young)
- 1951 : Quand les tambours s'arrêteront : Mme Keon (Georgia Backus)
- 1951 : Échec au hold-up : Mère Ambrose {Ambroise en VF} (Geraldine Wall)
- 1951 : L'Inconnu du Nord-Express : Mme Antony (Marion Lorne)
- 1951 : Le Trésor maudit : Grand-mère (Irma Gramatica)
- 1951 : Les Frères Barberousse : Alhena (Virginia Brissac)
- 1951 : Histoire de détective : la femme française (Ann Codee)
- 1952 : Scaramouche : Isabelle de Valmorin, la mère de Philippe (Elisabeth Risdon)
- 1952 : Moulin Rouge : Madame Loubet (Mary Clare)
- 1953 : Retour au paradis : Povana, la mère de Rori (Henrietta Godinet)
- 1953 : Le Déserteur de Fort Alamo : Ma Anders (Myra Marsh)
- 1953 : Hommes en détresse : la maman d'Andrés (Carmen Rodriguez)
- 1954 : Sabrina : Maude Larrabee (Nella Walker)
- 1955 : Marty : Mme Theresa Piletti (Esther Minciotti)
- 1955 : La Peur au ventre : Ma Goodhue (Olive Carey)
- 1955 : Tout ce que le ciel permet : Mme Taylor (Lillian Culver)
- 1957 : Jesse James, le brigand bien-aimé : La veuve Keevey (Sally Corner)
- 1958 : Le Temps d'aimer et le Temps de mourir : Frau Witte (Agnes Windeck)
- 1958 : L'Étoile brisée : Mrs. Curtis (Mary Field)
- 1959 : Mirage de la vie : L'institutrice (Maida Severn)
- 1960 : Piège à minuit : Nora, la domestique (Doris Lloyd)
- 1962 : L'Horrible Docteur Orlof : Mme Gold (Carmen Porcel)
- 1963 : La Fille qui en savait trop : Tante Ethel (Chana Coubert)
- 1963 : Les Trois Visages de la peur : La domestique (Milly Monti)
- 1963 : Les Trois Épées de Zorro : Nodriza (Lucrécia en VF), la gouvernante (Pilar Gómez Ferrer)